# Campeonato Piauiense de Futebol de 2016 - Segunda Divisão
O Campeonato Piauiense de Futebol - Segunda Divisão de 2016 foi a 14ª edição do torneio e corresponde à segunda divisão do futebol do estado do Piauí em 2016.

## Formato

### Regulamento
Primeira Fase
As quatro equipes disputarão jogos de ida e volta entre si e se classificam para a fase final os dois melhores times.
Fase Final
A fase final definiu o campeão e o vice em duas partidas, ambas equipes garantiram o acesso à 1ª Divisão de 2017.
A Associação vencedora do confronto Final da Fase Final será declarada Campeã do Campeonato Piauiense de Futebol - Segunda Divisão de 2016 e será a primeira representante da 1ª Divisão de 2017.
A Associação que ficar na segunda posição do confronto Final da Fase Final será declarada Vice-Campeã do Campeonato Piauiense de Futebol - Segunda Divisão de 2016 e será a segunda representante da 1ª Divisão de 2017.

### Critério de desempate
Os critérios de desempate serão aplicados na seguinte ordem:
1. Maior número de vitórias
2. Maior saldo de gols
3. Maior número de gols pró (marcados)
4. Maior número de gols contra (sofridos)
5. Confronto direto
6. Sorteio